# Minstedt
Minstedt (plattdeutsch: Minst) ist ein Ortsteil der Stadt Bremervörde im Landkreis Rotenburg (Wümme) in Niedersachsen.

## Geographie

### Geographische Lage
Minstedt liegt ca. fünf Kilometer südlich von Bremervörde an der Oste und wird umschlossen von Bremervörde im Norden, Spreckens im Westen, Bevern im Osten und Sandbostel im Süden.
| Oerel Cuxhaven 5 km, 55 km       | Bremervörde, Nieder Ochtenhausen 4 km, 10 km | Ebersdorf 12,5 km          |
| Spreckens Klenkendorf 1 km, 2 km | Kompassrose, die auf Nachbargemeinden zeigt  | Bevern, Farven 4 km, 13 km |
| Langenhausen 7 km                | Sandbostel, Ober Ochtenhausen 2 km, 5 km     | Deinstedt 7 km             |

### Gewässer

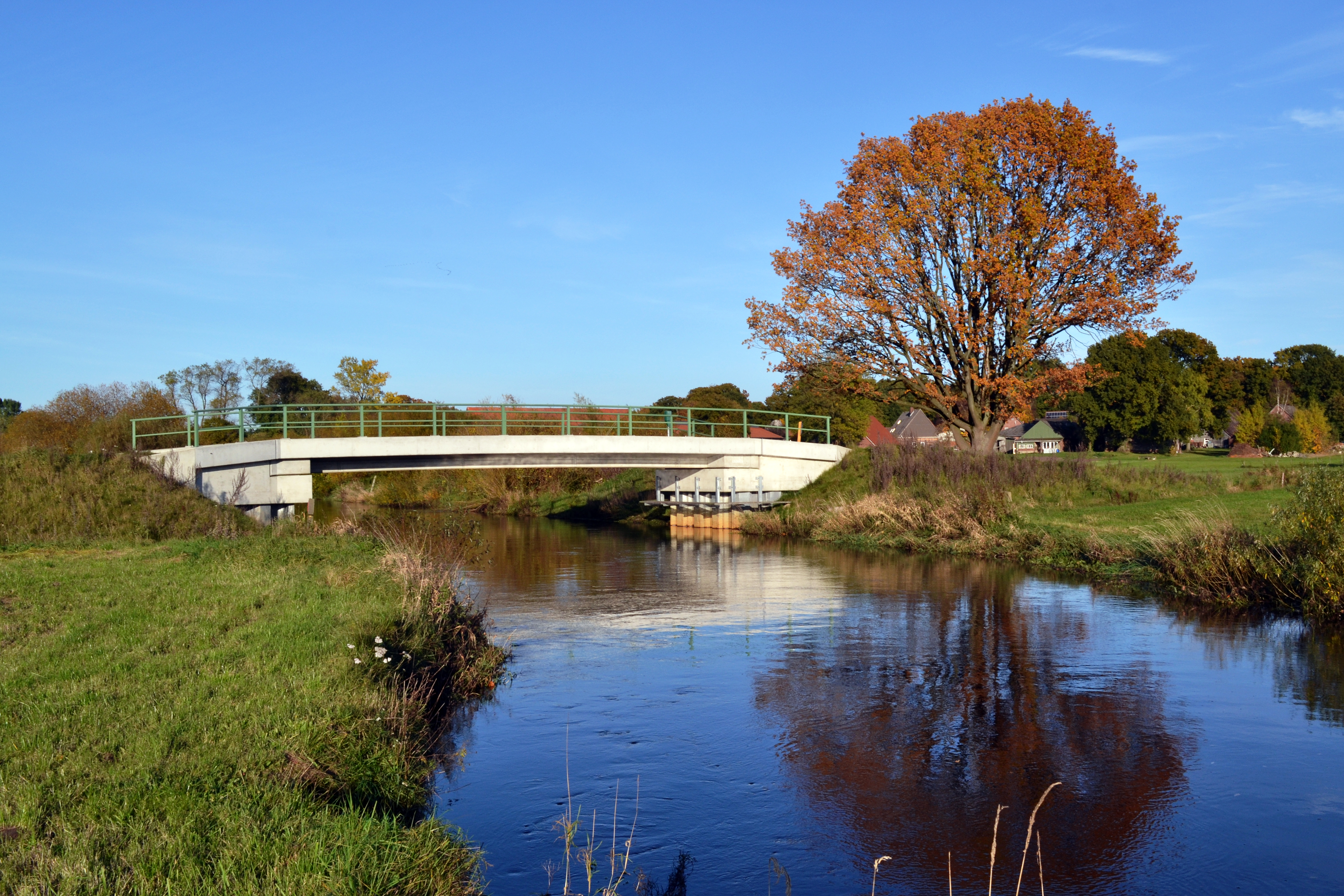
2013 neugebaute Brücke über die Oste
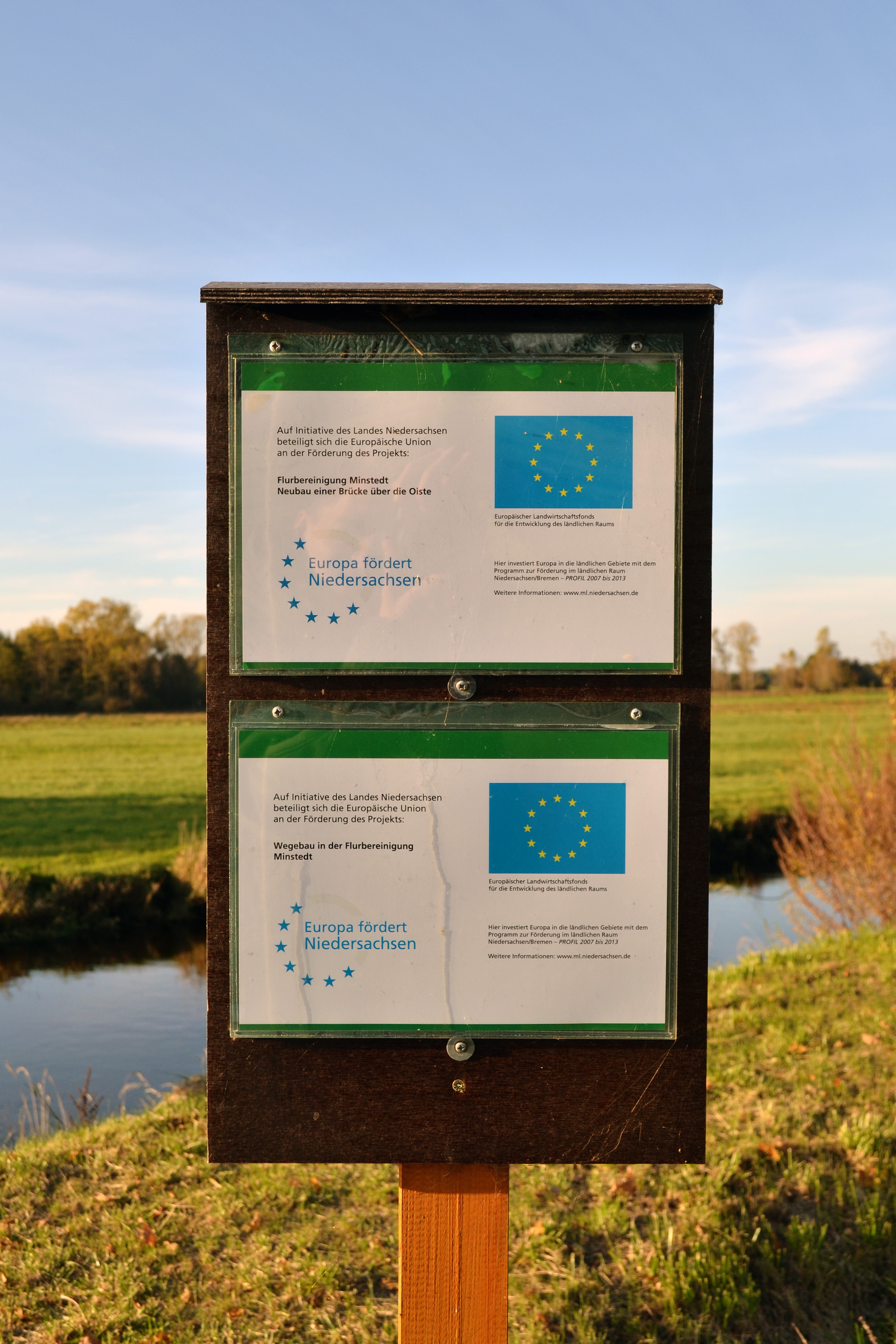
Infotafel vor der Brücke

Durch das Ortsgebiet von Minstedt fließt die Oste. Es ist eine Brücke vorhanden, welche Minstedt durch eine unbefestigte Straße mit Spreckens verbindet. Diese wurde im Jahr 2013 durch Förderungen des Europäischen Landwirtschaftsfonds für die Entwicklung des ländlichen Raums unter den Stichworten „Flurbereinigung Minstedt, Neubau einer Brücke über die Oste“ und „Wegebau in der Flurbereinigung Minstedt“ neu errichtet.

## Geschichte
Als bisher ältester Nachweis menschlicher Anwesenheit auf dem Gemeindegebiet gilt seit 1958 die Fundstätte Minstedt 7, an der sich früh-mesolithische Jäger, Fischer und Sammler nachweisen ließen. Deren Überreste ließen sich grob auf ein Alter von 9000 Jahren datieren.
Am 1. März 1974 wurde Minstedt in die Stadt Bremervörde eingegliedert.

## Politik

### Ortsvorsteher
Aktueller Ortsvorsteher ist Fridtjof Schröter. (Stand: 1. Dezember 2020)

### Wappen
| Wappen von Minstedt | Blasonierung: „In Grün über goldenem Wellenbalken eine goldene Eiche.“ |
| Wappen von Minstedt |                                                                        |

## Kultur und Sehenswürdigkeiten
Die denkmalgeschützte Hofgruppe Ortskern Minstedt, Auestraße 96 bis 106, besteht aus fünf Wohn- und Wirtschaftsgebäuden als Hallenhäuser in Fachwerk und mit Satteldächern und mit den regionaltypischen Verbretterungen in den oberen Giebeldreiecken, die 1737, 1775, um 1800, im 19. Jh. und 1905 gebaut wurden. Ein Backhaus von um 1790 als Fachwerkbau ergänzt das Ensemble-

## Wirtschaft und Infrastruktur

### Verkehr
Minstedt ist an das überregionale Verkehrsnetz angeschlossen und liegt an den Kreisstraßen 125 (Minstedt-Bevern) und 148 (Bremervörde-Glinstedt).

### Allgemein und Vereine
- Freiwillige Feuerwehr Minstedt von  1950 mit Jugendfeuerwehr; Einsatzfahrzeug: Mercedes Sprinter, Tragkraftspritzenfahrzeug.(Stand: 06/2022)[4]
- Bürgerverein Minstedt von 1974 für den Zusammenhalt in der Ortschaft. Ziele :[5] Förderung des kulturellen Lebens,  Brauchtums, Denkmalschutzes, Sportes, Fischereisportes, Heimatgedankens

### Sport
Sportplatz, welcher durch die lokalen Vereine, insbesondere den Minstedter Verein Minstedt United, sowie die Freiwillige Feuerwehr und die Jugendfeuerwehr bei Übungen und Wettkämpfen verwendet wird.